# Basilicata
Basilicata er en italiensk region i den sydlige del af landet. Regionen har et areal på 9.992 km² og havde 1. januar 2017 en befolkning på 570.365. Regionens hovedstad er Potenza.
Regionen støder op til Apulien (øst), Calabrien (Syd) og Campania (Nord). 
Regionen er bjergrig og har derfor få jernbaner og motorveje.
Vigtigste turistattraktion er hulebyen Matera, kendt fra Mel Gibsons film The Passion of the Christ.
Vigtigste kystby er Maratea ved det Tyrrhenske hav, Metaponto Lido og Lido di Policoro ved Tarantobugten.
Den eneste berømte rødvin fra regionen er er Aglianico del Vulture.[kilde mangler]
40°30′N 16°30′Ø / 40.5°N 16.5°Ø